# Siktjärnarna, Härjedalen
Siktjärnarna är en sjö i Härjedalens kommun i Härjedalen och ingår i Ljusnans huvudavrinningsområde. Sjön har en area på 0,0561 kvadratkilometer och ligger 846,3 meter över havet. Siktjärnarna ligger i Rogen Natura 2000-område.

## Delavrinningsområde
Siktjärnarna ingår i det delavrinningsområde (693171-131701) som SMHI kallar för Mynnar i Mysklan. Medelhöjden är 886 meter över havet och ytan är 10,7 kvadratkilometer. Det finns inga avrinningsområden uppströms utan avrinningsområdet är högsta punkten. Vattendraget som avvattnar avrinningsområdet har biflödesordning 3, vilket innebär att vattnet flödar genom totalt 3 vattendrag innan det når havet efter 415 kilometer. Avrinningsområdet består mestadels av skog (54 procent) och kalfjäll (36 procent). Avrinningsområdet har 0,22 kvadratkilometer vattenytor vilket ger det en sjöprocent på 2 procent.